# Buruboeboekuil
De buruboeboekuil (Ninox hantu) is een vogel uit de familie Strigidae (Echte uilen). De vogel werd in 1863 door Alfred Russel Wallace geldig beschreven als aparte soort: Athene hantu. Hantu is maleis voor spook of geest, de plaatselijke bevolking noemde de uil burung hantu (spookvogel). Later werd de vogel ook wel als ondersoort beschouwd, maar volgens onderzoek gepubliceerd in 2017 kan de vogel toch als aparte soort worden opgevat.

## Verspreiding en status
Deze soort komt voor op Buru (Zuid-Molukken). De vogel staat als niet bedreigd op de Rode Lijst van de IUCN.